# Podenzano
Podenzano ist eine norditalienische Gemeinde (comune) mit 9086 Einwohnern (Stand 31. Dezember 2023) in der Provinz Piacenza in der Emilia-Romagna. Die Gemeinde liegt etwa 11 Kilometer südlich von Piacenza in der Poebene zwischen den Flüssen Trebbia und Nure. 

## Verkehr
Durch die Gemeinde führt die frühere Strada Statale 654 di Val Nure, die nunmehr zur Provinzstraße herabgestuft wurde. Die frühere Bahnstrecke von Piacenza nach Bettola, an der ein Bahnhof bestand, wurde 1967 stillgelegt.

## Gemeindepartnerschaften
Podenzano unterhält Partnerschaften mit der ungarischen Gemeinde Hajdúdorog im Komitat Hajdú-Bihar und mit dem malischen Kani Bozon im Kreis Bankass.